# Уил (село)
Уил (каз. Ойыл) — село, административный центр Уилского района Актюбинской области Казахстана. 
Административный центр и единственный населённый пункт Уилского сельского округа. Код КАТО — 155230100. Ранее называлось Уильское укрепление (поселение).

## История
Основано ген. м-ром Веревкиным Николаем Александровичем (3 августа 1820 – 10 июля 1878, Санкт-Петербург) в урочище Кокжар 6 июля 1869 года как Уильское укрепление, в Киргизской степи, при реке Улу-Уиле. 
Рядом с укреплением русскими переселенцами основан крестьянский посёлок Уильский (Шиповский), который на 1902 год составил с укреплением одно целое. От Уильского укрепления проходил временный тракт на Илецкую защиту, открывающийся четыре раза в год, на время действия местных ярмарок посёлка; от него дороги расходятся в Темир, Гурьев, Калмыков и Уральск. В поселении проводились две ярмарки, обороты которых в 1898 году составили до 2 000 000 рублей, тут же было главное место закупки киргизского скота.
1880 год. В Уильском укреплении устроена Казанско–Богородицкая церковь. (Оренбургскiя Епархiальныя Вѣдомости № 2 от 15 января 1881 года; Памятная книжка и Адрес–Календарь Уральской области за 1911 год, стр. 92.)
До 1899 года в составе Уильской волости Калмыковского уезда, после — Темирского уезда, Уральской области. 
На 1902 год в Уильском укреплении находились Управление воинского начальника, гарнизон, казачья команда, лазарет, церковь, школа, врачи сельский и ветеринарный. 

... Вот и Уил – бывшее Уильское укрепление. В центре – небольшая, совсем новая каменная церковка (мечеть, прим. автора): справа – большой крестьянский посёлок, с правильно расположенными домами, крытыми то тёсом или железом, то соломою, ещё правее – обнесённая валиком старая крепость, где и сейчас стоит небольшая казачья команда. Слева – обширная ярмарочная площадь, а посреди неё – большое каменное здание с помещениями для управления ярмарки и для многочисленного (ярмарочный комитет, прим. автора) , съезжающегося на ярмарку, начальства. ...— А. А. Кауфман, статья «В среднеазиатских степях» (из летних впечатлений), журнал «Мир Божий», 1904 год.
В 1920—1921 годах — центр Уильского уезда Уральской губернии.
В селе родился Герой Советского Союза Николай Николаевич Оноприенко (1911—1979).

## Население
| Численность населения | Численность населения | Численность населения | Численность населения | Численность населения | Численность населения |
| 1939                  | 1959                  | 1970                  | 1979                  | 1989                  | 1999                  |
| --------------------- | --------------------- | --------------------- | --------------------- | --------------------- | --------------------- |
| 3831                  | ↘3128                 | ↗4195                 | ↗6072                 | ↘6035                 | ↘5591                 |
| 2009                  |                       |                       |                       |                       |                       |
| ↘5340                 |                       |                       |                       |                       |                       |

В 1999 году население села составляло 5 591 человек (2 848 мужчин и 2 743 женщины). По данным переписи 2009 года, в селе проживало 5340 человек (2623 мужчины и 2717 женщин).
На 1 октября 2022 года, население села составляло 6 478 человека (3 323 мужчин и 3 155 женщин).